# Chiesa di Sant'Ambrogio (Riviera)
La chiesa di Sant'Ambrogio è un edificio religioso esistente sin dall'XI-XII secolo a Lodrino, frazione del comune di Riviera in Canton Ticino.

## Storia
L'edificio, risalente all'inizio del Basso Medioevo secondo alcune ricerche archeologiche, fu ricostruito nel 1363 in stile romanico. Nel XVI secolo furono realizzati gli accessi: il portale con un Monogramma di Cristo scolpito e una lunetta con la Nascita di Gesù affrescata e la porta che dà sul fianco nord. Nel XVIII secolo, inoltre, la chiesa fu modificata secondo il gusto tardobarocco: prima, fra il 1745 e il 1765, fu rovesciato l'asse e fu costruito il coro, poi, fra il 1782 e il 1784, fu ulteriormente rimaneggiata su un progetto di Tommaso Colonetti. Allo stesso secolo risalgono anche il campanile, dotato di un coronamento di forma poligonale e realizzato trasformando quello romanico precedente, e l'affresco con San Cristoforo (1718) in facciata.